# Вила Сан Джовани
Вѝла Сан Джова̀ни (на италиански: Villa San Giovanni) е пристанищен град и община в Южна Италия, провинция Реджо Калабрия, регион Калабрия. Разположен е на месинския пролив, между Тиренско и Йонийско море. Населението на общината е 13 786 души (към 2013 г.).